# Felsritzungen von Cairnbaan
Die Felsritzungen von Cairnbaan (englisch Rock art at Cairnbaan) liegen westlich vom Dunamuck Cottage, südlich von Dunadd und nördlich von Lochgilphead in Argyll and Bute in Schottland. Sie sind als Scheduled Monument geschützt.
Im Moor gibt es nahezu bündig zur Erdoberfläche vier Felsaufschlüsse, (englisch outcrops) auf denen sich komplexe Reihen unterschiedlicher Cup-and-Ring Markierungen erhalten haben. Die Komplexität der Dekoration variiert zwischen den Flächen, von denen eine eingezäunt ist. 
Einige Ringe sind mit Schälchen (englisch cups) verbunden. Sechs Schälchen haben vier Ringe, eines hat drei Ringe, sieben haben zwei und acht sind von einem einzelnen Ring umgeben. Mehrere der umringten Schälchen haben eine radial durchlaufende Einzelrinne. Darüber hinaus gibt es mindestens fünfzehn durch Rinnen verbundene Schälchen. Ein stark verwittertes flaches und großes Schälchen hat einen einzigen Ring, der mit dem Schälchen durch einen Strahlenkranz verbunden ist. 